# 福山市立常金中学校
福山市立常金中学校（ふくやましりつつねかねちゅうがっこう）はかつて広島県福山市新市町金丸にあった男女共学の公立中学校。

## 沿革
- 1960年5月1日 - 新市町立常金丸・藤尾両中学校が統合して発足する。
- 1961年9月3日 - 現在地に移転する。
- 2003年2月3日 - 芦品郡新市町が福山市に編入されたことに伴い福山市立常金中学校と改称し、併せて所在地表示が変更される（芦品郡新市町金丸→福山市新市町金丸）。
- 2022年3月 - 福山市の学校再編に伴い、2021年度末を以って新市中央中学校とともに閉校となった[2] 。翌年度（2022年度）、新市中央中学校を設置場所として、新たに新市中央中学校が開校した[3]。

## 校名の由来
- 学区内の主たる大字である常と金丸から一文字ずつ採った。小学校と同じく常金丸中学校にしなかった理由は定かではないが、1970年代後半まで小学校が存在した藤尾地区への配慮ではないかと思われる。

## 概要
- 旧芦品郡新市町の北部を構成する新市町金丸・常・藤尾を学区とする中学校である。金丸地区と常地区は芦田川支流の神谷川（かやがわ）に沿って平地が開けているが、藤尾地区は山ばかりの地域になる。この藤尾地区には2003年以降福山市内最高峰になった京ノ上山（標高611.2m）があるが、登山道は整備されていない。
- 特に金丸地区は菊の産地として知られている。常金中学校でも菊の栽培に取り組んでいる。
- 学校の近くの広島県道26号新市七曲西城線にある常金中学校前交差点（黄色点滅の押しボタン式信号）は福山市最北の信号機である。

## 学区
- 特別の事情がない限り福山市立常金丸小学校の児童全員が進学する（学区は同一）。
- かつては藤尾地区に新市町立藤尾小学校があったが、過疎化による人口減少に伴い1978年に休校し、再開されないまま2000年に廃校になった。

## 学区の地理

### 名所・旧跡・観光地
- 藤尾の滝
- 藤尾ダム
- 尾市古墳

### 自然景観
- 神谷川
- 京ノ上山（福山市最高峰）

### 教育機関（小学校以上）
- 福山市立常金丸小学校

## アクセス
- 鉄道の最寄駅はJR福塩線新市駅。そこから少し歩いて中国バス新市駅前バス停から呉ヶ峠（旧・神石町）・油木・金丸車庫方面行のバスに乗り、精興園前バス停で降りる。なお、JR山陽新幹線・山陽本線・福塩線福山駅前からでは中国バス西回り油木または呉ヶ峠行・金丸車庫行のバスに乗ると良い（東回りは国道182号〔国道314号重用〕経由なので新市町内には一切入らない）。